# Наперекор судьбе (фильм)
«Наперекор судьбе» — советский двухсерийный телефильм 1975 года снятый на Рижской киностудии режиссёром Эриксом Лацисом по мотивам романа «Водонос» латышской писательницы Илзе Индране.

## Сюжет
Экранизация полуавтобиографического романа «Водонос» латышской писательницы Илзе Индране.
События развиваются в Латвии в 1930—1950-е годы. Героиня фильма — Клинта, молодая, наивная и бедная девушка из села, она мечтает стать музыкантом и поступает в училище в провинциальном латышском городке. Судьбоносной для девушки становится встреча с владельцем богатого хутора Олавом. Клинта выходит замуж и становится хозяйкой усадьбы. Но семейная жизнь не ладится. Клинта возвращается в родной дом, пытаясь заново строить свою жизнь. На пути к счастью её ожидают тяжёлые военные годы и трудности первых послевоенных лет…

## В ролях
- Лига Лиепиня — Клинта
- Гунарс Цилинский — Олав
- Вайронис Яканс — Капейка
- Олга Дреге — Ягна
- Улдис Думпис — Альберт
- Эльза Радзиня — хозяйка

В эпизодах:
- Мара Звайгзне — Эльза
- Антра Лиедскалныня — директор детского дома
- Гунарс Плаценс — эпизод
- Миервалдис Озолиньш — эпизод
- Артурс Калейс — эпизод
- Петерис Лиепиньш — эпизод
- Юрис Плявиньш — эпизод
- Лолита Цаука — беженка

## Критика
Кинокритик Михаил Сависко в журнале «Māksla» (1975) отмечал, что фильм как экранизация романа — иллюстративный, снят по мотивам фабулы, а не сюжета романа, и хотя фабула из обширного материала извлечена весьма умело, но для писательницы главным в её романе является не то, что происходит, а с кем — её интересуют судьбы героев, необыкновенных своими страстями и характерами, но ни сценарист, ни режиссёр, ни актёры не смогли передать это:

фильме есть моменты, где всё, что связано с хозяйкой хутора «Яунскалды» и её батрачкой Ягне, и масштабно, и необыкновенно, и ново. Поэтому исполнение этих ролей актрисами Э. Радзиней и О. Дрете стало самым высшим достижением фильма. (Кстати, фильм телевизионный, и его специфика как бы способствовала именно созданию характеров «крупного плана», жаль, что эта возможность так скупо использована). Остальные герои фильма обеднены, у них отнята данная писательницей «странность», исключительность, они погружены в быт, по-своему правдивы и… мы заранее о них всё знаем. Открытий нет. А могло быть, особенно в роли Олава — дальнем духовном родственнике Григория ведь Г. Цилинский сумел бы создать такой образ.
— Михаил Сависко — Жить… по собственному желанию // Журнал «Māksla», 1975

## Литературная основа
Фильм снят по роману «Водонос» Илзе Индране, во многом автобиографическому. Роман был впервые вышел на латышском языке в 1971 году.
В 1976 году в авторизованном переводе с латышского на русский язык вышел отдельной книгой в московском издательстве «Советский писатель».